# Traumton Records
Traumton Records ist ein auf Jazz, Weltmusik und Ambient spezialisiertes Plattenlabel aus Berlin. Angeschlossen sind ein eigenes Tonstudio, eine Musikproduktionsfirma und ein Musikverlag.

## Geschichte
Gegründet wurde Traumton als Produktionsfirma, Studio und Verlag 1989 von dem Produzenten, Tonmeister und Komponisten Wolfgang Loos und der Musikerin Stefanie Marcus. Im Jahr 1992 kam das Label Traumton Records hinzu.
Im Bereich Pop / Chanson wurde Traumton Records frühzeitig auf Künstler wie Rosenstolz (Veröffentlichung der CDs Nur einmal noch (1994), Mittwoch is' er fällig (1995) und Raritäten (1997) auf Traumton) und Ina Müller (Das Große Du, 2004) aufmerksam.
Heute umfasst der Katalog über 350 Veröffentlichungen. Dazu zählen Produktionen internationaler Künstler wie David Friedman, Jasper van’t Hof, David Moss und Vinx ebenso wie die experimentellen Arbeiten, die Wolfgang Loos unter seinem Künstlernamen KooKoon gemeinsam mit dem Geophysik-Professor Frank Scherbaum auf Grundlage in den hörbaren Bereich transponierter seismischer Daten realisierte.
Weitere bei Traumton Records unter Vertrag stehende Künstler sind etwa die Schweizer Jazzmusikerin Erika Stucky, der Jazz-Vocalartist Michael Schiefel, der Komponist und Gitarrist Michael Rodach, sowie Die Geschwister Pfister. Weitere Zuwächse umfassen den Jazzgeiger Tobias Preisig, die Sängerin Kristiina Tuomi, das Elektropop-Duo Sanagi, die Sängerin Christiane Hebold, genannt Bobo und den Liedermacher Martin Klein aus Wien.
Traumton Records ist Mitglied des Kooperationsnetzwerkes der Berliner Musikwirtschaft Berlin Music Commission.

## Bekannte Künstler bei Traumton Records (Auswahl)
- Arne Jansen Trio
- Beat ’n Blow
- Bernhard Meyer
- Blechreiz
- Bunky Green
- Carsten Daerr Trio
- Clara Haberkamp Trio
- Christian Zehnder
- Cora Frost & Orkester
- Corin Curschellas
- David Friedman & Jasper Van't Hof
- David Friedman
- David Helbock
- Erika Stucky
- Fabienne Ambühl
- Fabian Dudek
- Fabiana Striffler
- Fjoralba Turku Quartet
- Florian Favre Trio
- Frederik Köster
- Geschwister Pfister
- Heinz Ratz
- Johnny La Marama
- Jonas Burgwinkel
- Jorge Degas
- Kaleidoscope String Quartet
- Karl Ivar Refseth Trio
- Kathrin Scheer
- Kirk Nurock
- Kristiina Tuomi
- Kookoon (Electro, Ambient)
- Lisbeth Quartett
- Mario Rom’s Interzone
- Martin Klein
- Martin Kollers Third Movement
- Masaa
- Matthias Loibner
- Max Andrzejewski
- Maybebop
- Michael Schiefel
- Niels Klein Tubes and Wires
- Neuwirth
- Nuuk (Max Goldt & Stephan Winkler)
- Pär Lammers Trio
- Olga Reznichenko
- Patty Moon
- Rodach
- Rodach/Moss
- Rosenstolz
- Sebastian Gramss Slowfox
- Sebastian Sternal
- Shake Stew
- Strom & Wasser
- Tamara Lukasheva
- Tanja Ries
- Telmo Pires
- Thärichens Tentett
- Theo Bleckmann & Kirk Nurock
- Theo Bleckmann
- Tilmann Dehnhard Quintett
- Tobias Christl
- Tobias Preisig
- Veronika Harcsa & Bálint Gyémánt
- Vini K. & Jorge Degas
- Zodiak Trio